# 田神駅
田神駅（たがみえき）は、岐阜県岐阜市入舟町一丁目にある、名古屋鉄道各務原線の駅。駅番号はKG16。

## 歴史
- 1926年（大正15年）1月21日 - 各務原鉄道の駅として開業。
- 1935年（昭和10年）
  - 3月28日 - 合併により名岐鉄道の駅となる。
  - 8月1日 - 社名変更により名古屋鉄道の駅となる。
- 1970年（昭和45年）6月25日 - 田神線開業により乗換駅となる。
- 1971年（昭和46年）2月21日 - 駅ビル（鉄筋6階建、2階以上はアパート）完成[1]。
- 1990年（平成2年）10月29日 - 準急が廃止され普通停車駅となる。
- 2005年（平成17年）4月1日 - 田神線廃止。
- 2006年（平成18年）
  - 12月12日 - 無人化[2]。
  - 12月16日 - トランパス導入。
- 2011年（平成23年）2月11日 - ICカード乗車券「manaca」供用開始。
- 2012年（平成24年）2月29日 - トランパス供用終了。

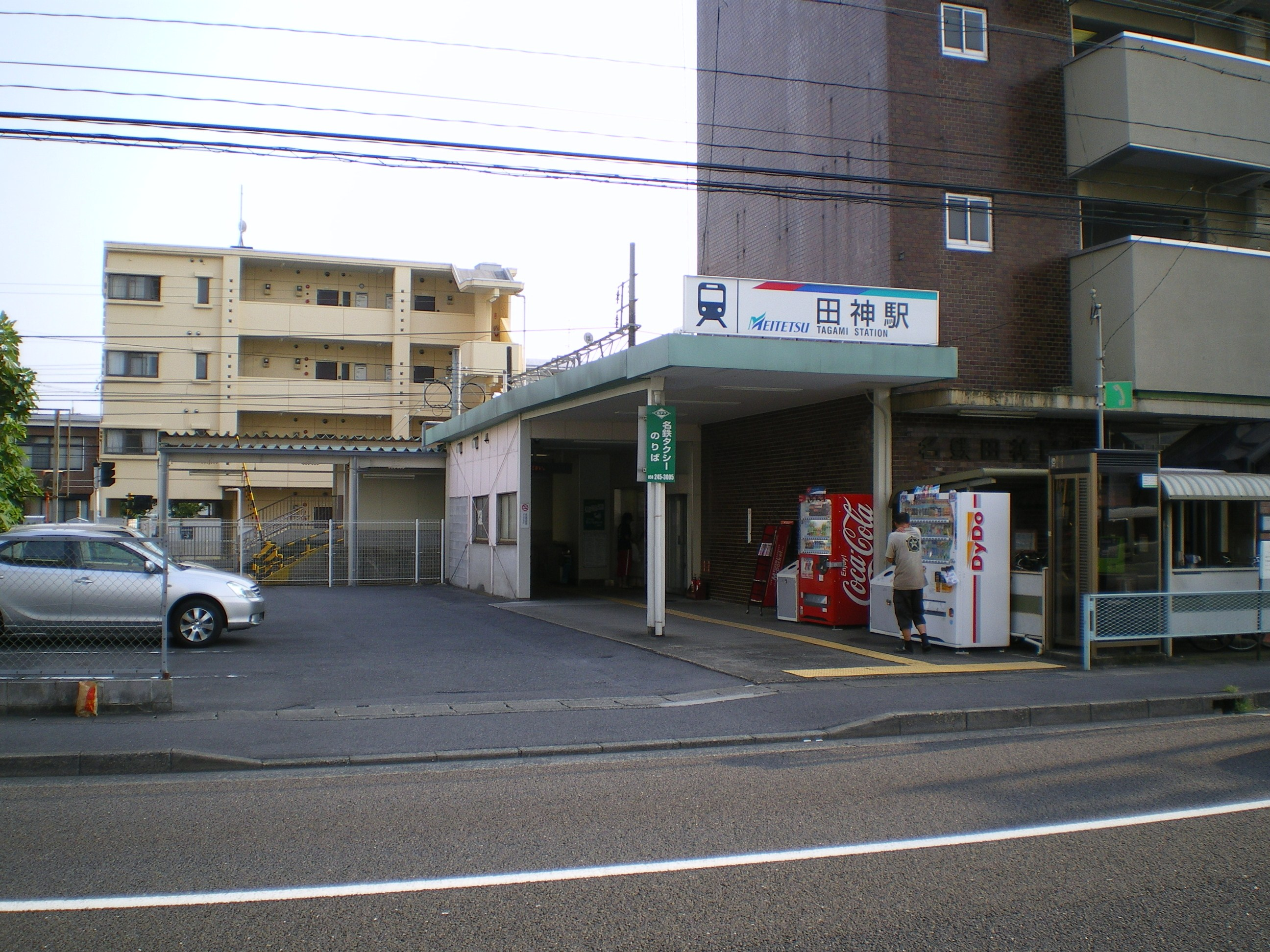
駅ビルと旧改札口
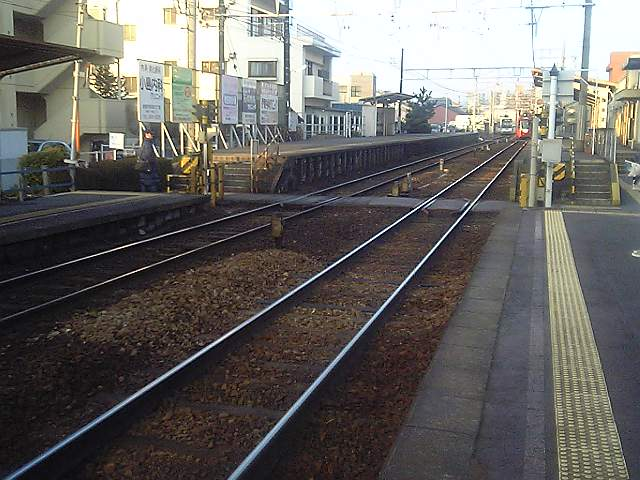
低床ホームから見た高床ホーム

## 駅構造
4両編成対応の2面2線の相対式ホームを持つ地上駅。駅集中管理システムが導入された無人駅（管理駅は名鉄岐阜）である。改札口は1番ホーム側の新鵜沼方端にあり、付近には自動券売機（通勤manaca定期券（新規・継続）および通学manaca定期券（継続のみ）の購入も可能。ただし、名鉄ミューズカードでの決済は7:00～22:00の間に限られる。）及び自動精算機（ICカードのチャージ等も可能）を1台ずつ備えている。なお、互いのホームは改札口付近の構内踏切で行き来できる。
かつては、現行ホームと踏切を挟んだ東側に路面電車タイプの低床電車を使用する美濃町線直通列車用の低床ホームがあったが、岐阜600V線区廃止に伴い撤去された。
以前は田神線の信号切り替えのため、駅員が駐在していた。2006年（平成18年）12月にトランパスが供用開始されたのを機に無人化され、自動改札機をはじめ、電光表示板や自動音声案内が設置された。
2011年（平成23年）3月26日改正前は、平日朝に存在した名鉄岐阜発犬山経由中部国際空港行きの準急列車が特別停車していた。かつて新岐阜駅・三柿野駅間の準急があった頃は準急の標準停車駅であった。
駅の西方では、日本専売公社岐阜工場の専用線と各務原線との平面交差があった（鶴田町信号所）。

### のりば
| 番線 | 路線        | 方向 | 行先         |
| ---- | ----------- | ---- | ------------ |
| 1    | KG 各務原線 | 上り | 犬山方面     |
| 2    | KG 各務原線 | 下り | 名鉄岐阜方面 |

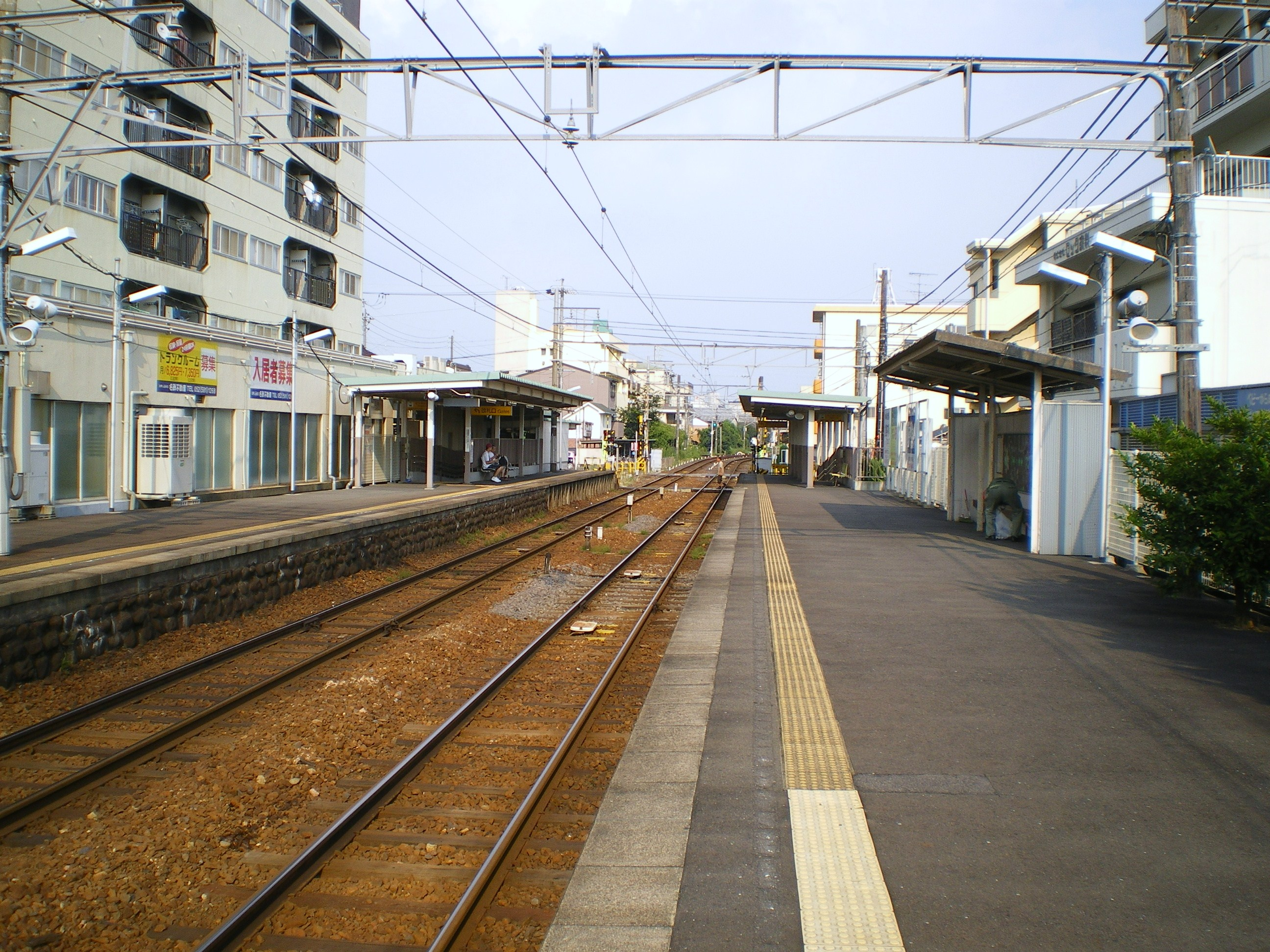
ホーム
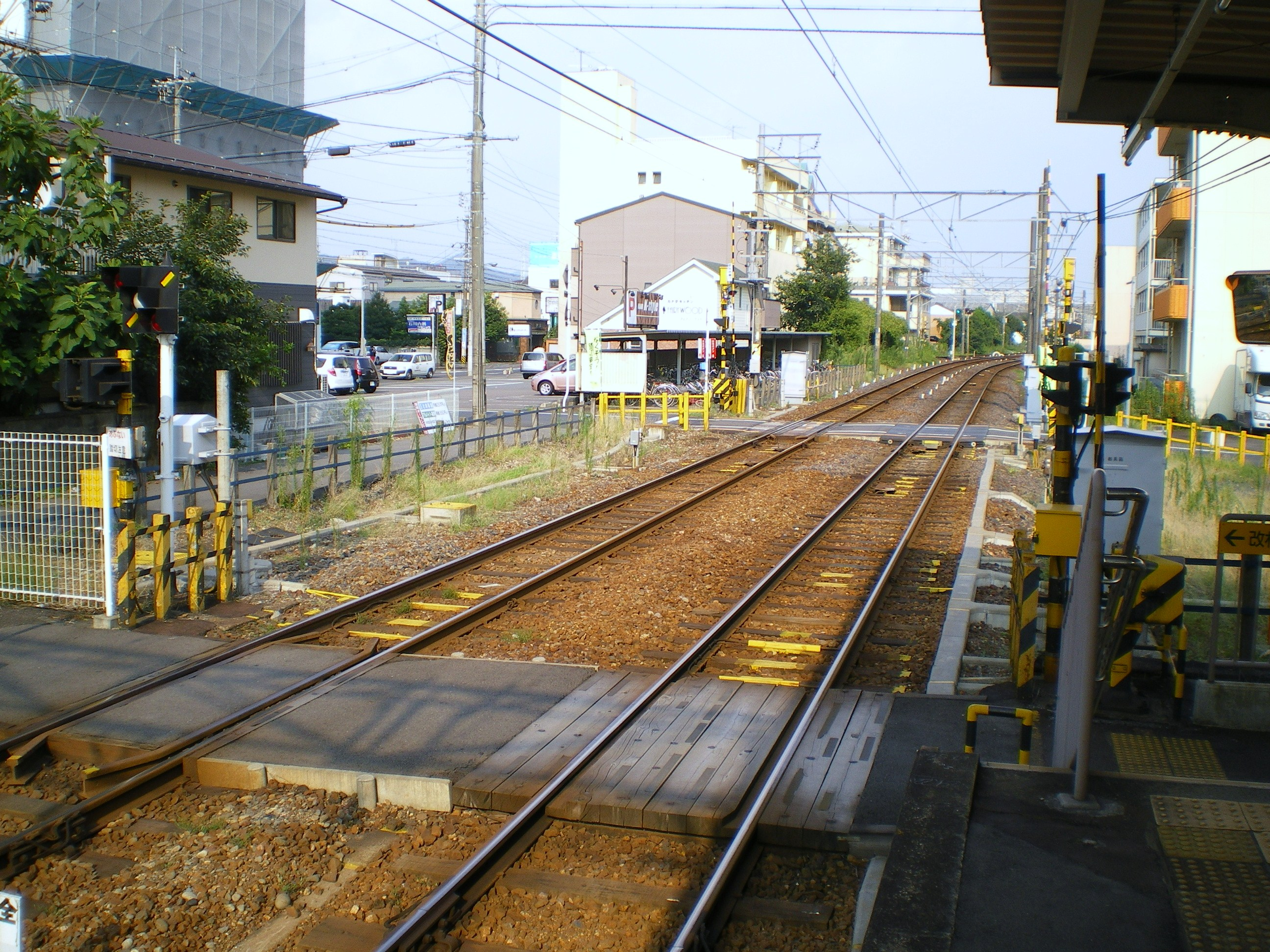
低床車両用ホーム跡
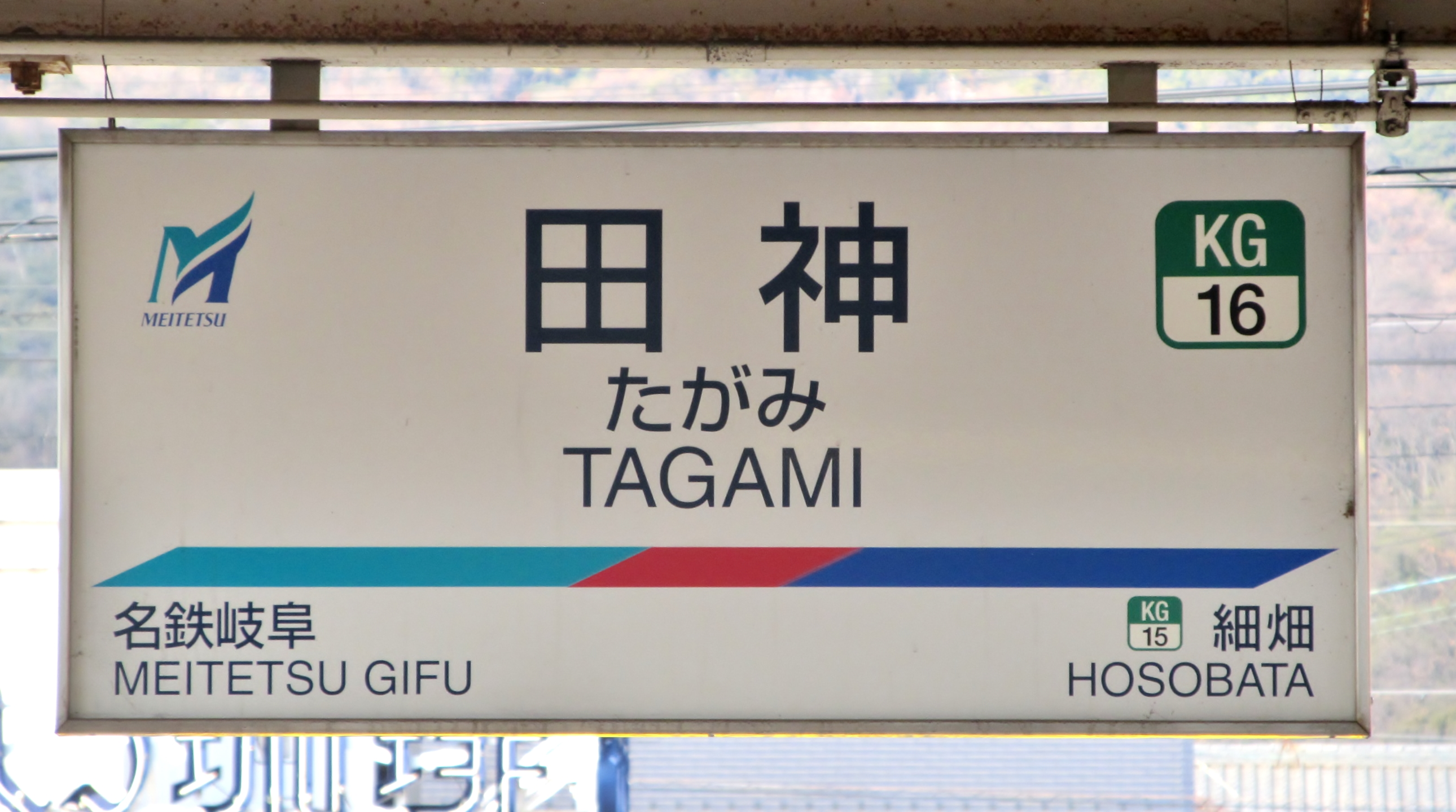
駅名標

### 配線図
| ← 名鉄岐阜駅 | 田神駅 構内配線略図 | → 田神線（廃止） → 新那加・ 新鵜沼方面 |
| 凡例 出典:   |                     |                                        |

## 利用状況
- 『名鉄120年：近20年のあゆみ』によると2013年度当時の1日平均乗降人員は1,607人であり、この値は名鉄全駅（275駅）中190位、各務原線（18駅）中9位であった[8]。
- 『名古屋鉄道百年史』によると1992年度当時の1日平均乗降人員は2,414人であり、この値は岐阜市内線均一運賃区間内各駅（岐阜市内線・田神線・美濃町線徹明町駅 - 琴塚駅間）を除く名鉄全駅（342駅）中156位、各務原線（18駅）中9位であった[9]。

名鉄社史および移動等円滑化取組報告書による一日平均乗降人員の推移は以下の通りである。
| 年度               | 一日平均 乗降人員 | 備考   |
| ------------------ | ----------------- | ------ |
| 1992（平成04）年度 | 2414              | [ 9 ]  |
| …                  |                   |        |
| 2013（平成25）年度 | 1607              | [ 8 ]  |
| …                  |                   |        |
| 2019（令和元）年度 | 1803              | [ 10 ] |
| 2020（令和02）年度 | 1478              | [ 11 ] |
| 2021（令和03）年度 | 1504              | [ 12 ] |

## 駅周辺
周囲は住宅街である。
- 日本キャンパック岐阜工場（旧日本たばこ産業岐阜工場）
- 岐阜競輪場
- 梅林公園
- 岐阜合同庁舎
- ハローワーク岐阜
- 岐阜市民総合体育館
- 岐阜市立梅林小学校
- 岐阜市立白山小学校
- 岐阜市立華陽小学校
- 岐阜市立梅林中学校
- 岐阜市岐陽体育館　（旧・岐阜市立岐陽中学校体育館）
- コーナン岐阜店

## 隣の駅
名古屋鉄道
KG 各務原線
■普通
名鉄岐阜駅（NH60） - 田神駅（KG16） - 細畑駅（KG15）
田神線（廃止）
市ノ坪駅 - 田神駅 - 名鉄岐阜駅（各務原線）